# Ralph Rieckermann
Ralph Rieckermann (Lübeck, 8 agosto 1962) è un bassista tedesco.
È stato il bassista del gruppo hard rock/heavy metal Scorpions è entrato nella band nel 1993 in sostituzione dello storico bassista Francis Buchholz dopo il tour di promozione a Crazy World per uscirne nel 2002.

## Discografia

### Scorpions
- 1993 - Face the Heat
- 1996 - Pure Instinct
- 1999 - Eye II Eye
- 2000 - Moment of Glory (Con la Berlin Philharmonic Orchestra)
- 2001 - Acoustica Unplugged